# Onza (munt)
De onza (meervoud: onze) was een Italiaanse munt. De onza werd vanaf de middeleeuwen tot in de 19e eeuw in verschillende delen van Italië gebruikt en diende vooral als rekenmunt, waarbij een onza gelijkstond aan zes dukaten. De waarde van een onza was dus ongeveer 33 gulden, wat in die tijd een enorm bedrag was. Er zijn dan ook maar enkele malen onze geslagen, met name op Sicilië.